# Braque Dupuy
Il Braque Dupuy, noto anche come Dupuy Pointer, era una razza di pointer della regione francese del Poitou. 
Il Braque Dupuy è più strettamente imparentato con il Pointer inglese che con le altre razze di bracco francesi; il suo ceppo fondativo è stato ampiamente incrociato con il Pointer inglese, alcuni ritengono che ci siano state introduzioni minori di linee di sangue di Greyhound e Sloughi, dando alla razza una velocità maggiore. Esistono tuttavia anche altre teorie accreditate sull'origine della razza.